# Antíoc d'Arcàdia
Antíoc d'Arcàdia (en llatí Antiochus, en grec Ἀντίοχος) fou un polític d'Arcàdia.
El seu país el va enviar a Pèrsia com ambaixador el 367 aC, quan la majoria de països grecs van enviar el seus representants a Susa.
Els arcadis, potser per influència de Pelòpides, l'ambaixador de Tebes, van ser considerats de menys importància que els d'Elis, i aquest tracte poc considerat va fer que Antíoc en represàlia refusés els regals del rei persa.
És possible, com diu Xenofont, que Antíoc fos un esportista de Leprèion (Lepreium) (ciutat que Arcàdia i Elis es disputaven) guanyador del pancraci una vegada als jocs olímpics, dues vegades als Jocs Nemeus i també als jocs ístmics. Hi havia una estàtua d'ell feta per Nicòdam.